# حرب النجوم: عودة جيري
حرب النجوم: عودة جيري (بالإنجليزية:Star Mort Rickturn of the Jerri) هي الحلقة العاشرة والأخيرة من الموسم الرابع من مسلسل الرسوم المتحركة «أدلت سويم» التلفزيوني ريك ومورتي. بقلم آن لين وإخراج إيريكا هايز، تم بث الحلقة في 31 أيار 2020 في الولايات المتحدة.

## الحبكة
تقود بيث مجموعة متمردة في معركة ضد اتحاد المجرات «الجديد والمحسّن». بعد المعركة، تمت رعاية بيث من قبل طبيب يسألها عما إذا كانت قد فاتتها الأرض، وكشفت لها أن هناك نسخة منها على الأرض (مؤكدة أن ريك قام بالفعل باستنساخ بيث في «برنامج بيث المفضل»). يكتشف الطبيب بعد ذلك عبوة ناسفة بجهاز تقارب مدمج من الأرض في عنق بيث، مما جعلها تعتقد أن ريك لا يريدها أن تعود. على الأرض، تذهب بيث وجيري إلى الاستشارة العائلية في دكتور وونغ، بينما يتقاتل مورتي وسامر على حزام ريك غير المرئي. تفاجئ سبيس بيث وتواجه ريك بشأن الجهاز في رقبتها. يكشف ريك أن بيث الأخرى لديها أيضًا عبوة ناسفة في رقبتها ستنقل ذكريات بيث الأخرى إلى بيث الفضائية بمجرد أن تنفجر. ثم تناول سبيس بيث وريك العشاء معًا في مطعم، حيث كشفت سبيس بيث أنها الآن أكثر المجرمين المطلوبين في المجرة لمحاربتها ضد اتحاد المجرة الذي تم إصلاحه. ثم يصل الاتحاد إلى الأرض بحثًا عن بيث الفضائية. رداً على هذه المعلومات، كشف ريك عن غير قصد أن سبيس بيث قد تكون هي المستنسخة، وبعد تجميدها في مكانها لمنعها من مهاجمته، انتقل إلى مكتب الدكتور وونغ لمنع تامي وفريقها من قتل بيث وجيري، بعد أن أخطأوا بيث الفضاء بيث. ينقذ ريك بيث وجيري ويلتقيان ببيت الفضاء. نظرًا لأن كلا من بيث وبيث الفضائية الآن غاضب من ريك بسبب رفضه الكشف عن أي منهما هو المستنسخ، فقد تعرضوا مرة أخرى للهجوم من قبل تامي، الذي أخذهم أسرى ونقلهم إلى سفينة الاتحاد. تدخل مورتي وسمر ويقتل ريك تامي.
تتوجه العائلة بعد ذلك إلى السفينة، حيث يذهب ريك لتحرير بيث وبيث الفضائية بينما يقوم مورتي وسمر بإغلاق الليزر الفائق قبل أن يتمكن من القضاء على الأرض. تهربان بيث وبيث الفضائية من تلقاء أنفسهم حيث يواجه ريك من قبل بيردبيرسن (الآن فينكسبيرسن)، الذي كاد يقتله قبل أن تغلقه بيث الفضائية (مع استخدام جيري جثة تيمي كدمية وحزام الاختفاء). في أعقاب ذلك، استرجع ريك أنبوب الذاكرة الذي يحتوي على ذاكرته عن إنشاء استنساخ بيث، بعد أن محى معرفته الخاصة بيث هي الأصل. لا أحد في الأسرة يريد الحقيقة. ومع ذلك، يراقب ريك الذكرى، ليكتشف أن بيث طلبت منه أن يقرر بنفسه ما إذا كان يريدها في حياته؛ كان رده هو استخدام جهاز طرد مركزي لتحديد من كان الأصلي. بعد أن اعترف أخيرًا لنفسه بأنه «أب رهيب»، يحاول ريك أن يكون صديقًا جيدًا بدلاً من ذلك ويصلح فينكسبيرسن (الذي استعاد رفاته بعد المعركة)، فقط ليتم رفضه بشدة، لذلك أغلقه مرة أخرى. ريك وحيد ومذهول.
في مشهد ما بعد الاعتمادات، يرمي جيري الحزام الخفي في سلة المهملات، فقط ليحول شاحنة القمامة غير مرئية، مما يتسبب في اصطدام سيارة أخرى بها وانفجارها. بعد أن هرب السائقون مرعوبين، يدعي جيري شاحنة القمامة غير المرئية لنفسه ويصبح حارسًا أهلية، حتى نفد الغاز وتركها، بعد أن تعذر عليه العثور على خزان الوقود.

## الإنتاج والكتابة
الحلقة التي تم الكشف عنها بعنوان «حرب النجوم: عودة جيري» في 14 نيسان 2020، من إخراج إيريكا هايز وكتابة آن لين.

## استقبال

### البث والتقييمات
تم بث الحلقة بواسطة أدلت سويم في 31 مايو 2020. وفقاً لـ Nielsen Media Research، شوهد فيلم حرب النجوم: عودة جيري من قبل 1.30 مليون مشاهد منزلي في الولايات المتحدة وحصل على تصنيف 0.69 بين 18-49 من البالغين الديموغرافيين.

## روابط خارجية
- حرب النجوم: عودة جيري  في قاعدة بيانات الأفلام على الإنترنت (بالإنجليزية)